# Eberhard Sandschneider

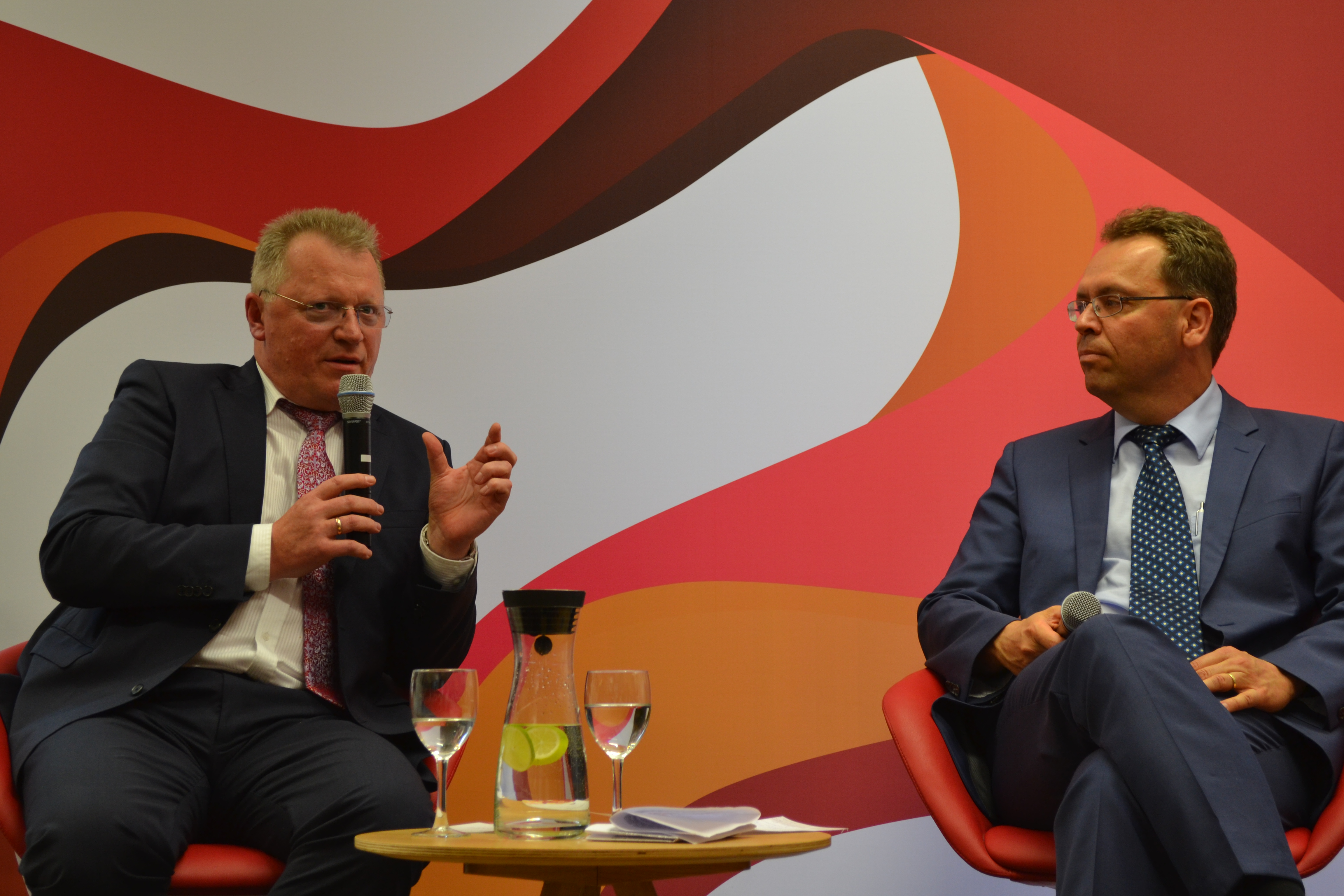
Eberhard Sandschneider (links) im Gespräch mit Sebastian Heilmann

Eberhard Sandschneider (* 1955 in Ensheim) ist ein deutscher Politikwissenschaftler und Ostasien-Experte.
Eberhard Sandschneider beendete 1981 sein Studium der Anglistik, Klassischen Philologie und Politikwissenschaft an der Universität des Saarlandes. 1986 wurde er über das Thema seiner Dissertation Militär und Politik in der Volksrepublik China, 1969–1985 promoviert. 1993 erfolgte mit der Arbeit Stabilität und Transformation politischer Systeme seine Habilitation. Von 1995 bis 1998 lehrte er als Professor für Internationale Beziehungen an der Johannes Gutenberg-Universität Mainz. Seit 1998 lehrt Sandschneider als Professor für Politikwissenschaft, Schwerpunkt Politik Chinas und Internationale Beziehungen, an der Freien Universität Berlin. Von Oktober 1999 bis März 2001 war er Geschäftsführender Direktor des Otto-Suhr-Instituts. Zwischen 2003 und 2016 war er zugleich „Otto-Wolff-Direktor“ des Forschungsinstituts der Deutschen Gesellschaft für Auswärtige Politik.
Seine Forschungsschwerpunkte sind die deutsche Außenpolitik, die transatlantischen Beziehungen, die internationalen Beziehungen im Raum Asien-Pazifik, die Vergleichende Transformationsforschung und die Politischen Systeme Chinas und Taiwans. Er beschäftigt sich in seinen Arbeiten wiederholt mit dem Abstieg Europas und dem Aufstieg Chinas. Sandschneider ist Mitglied im Kuratorium von Journalists Network. Von September 2012 bis 2017 gehörte er dem Beirat der Bundesakademie für Sicherheitspolitik an. Sandschneider ist Partner des Beratungsinstituts „Berlin Global Advisors“.

## Schriften (Auswahl)
Monografien
- Militär und Politik in der Volksrepublik China: 1969–1985 (= Mitteilungen des Instituts für Asienkunde, Hamburg. Bd. 160). Institut für Asienkunde, Hamburg 1987, ISBN 3-88910-040-6 (Zugleich: Saarbrücken, Universität, Dissertation, 1986).
- Stabilität und Transformation politischer Systeme. Stand und Perspektiven politikwissenschaftlicher Transformationsforschung. Leske + Budrich, Opladen 1995, ISBN 3-8100-1236-X.
- Globale Rivalen. Chinas unheimlicher Aufstieg und die Ohnmacht des Westens. Hanser, München 2007, ISBN 3-446-40934-3.
- Der erfolgreiche Abstieg Europas. Heute Macht abgeben, um morgen zu gewinnen. Hanser, München 2011, ISBN 978-3-446-42352-7.

Herausgeberschaften 
- Interdisziplinäre Aspekte deutscher Taiwan-Forschung. Beiträge aus sozial- und literaturwissenschaftlicher Sicht (= Edition Cathay. Bd. 3). Projekt-Verlag, Dortmund 1994, ISBN 3-928861-27-1.
- The Study of Modern China (Festschrift zum 65. Geburtstag von Jürgen Domes), C. Hurst & Co. Publishers Ltd., London 1999, ISBN 1-85065-422-0
- Empire (= Veröffentlichungen der Deutschen Gesellschaft für Politikwissenschaft. Bd. 23). Nomos, Baden-Baden 2007, ISBN 3-8329-2514-7.

Zeitschriftenaufsätze, die online verfügbar sind
- Anleitung zur Drachenpflege. Vom Umgang des Westens mit dem schwierigen Partner China. In: Internationale Politik 60 (2005), 12, S 6-13, PDF, abgerufen am 10. Januar 2016.
- Deutsche Außenpolitik: eine Gestaltungsmacht in der Kontinuitätsfalle. Aus Politik und Zeitgeschichte 10/2012, abgerufen am 10. Januar 2016.